# Bedford (Indiana)
Bedford és una població dels Estats Units a l'estat d'Indiana. Segons el cens del 2000 tenia 13.768 habitants.

## Demografia
Segons el cens del 2000, Bedford tenia 13.768 habitants, 6.054 habitatges, i 3.644 famílies. La densitat de població era de 446,7 habitants per km².
Dels 6.054 habitatges en un 25% hi vivien nens de menys de 18 anys, en un 46,5% hi vivien parelles casades, en un 10,3% dones solteres, i en un 39,8% no eren unitats familiars. En el 35,5% dels habitatges hi vivien persones soles el 18,3% de les quals corresponia a persones de 65 anys o més que vivien soles. El nombre mitjà de persones vivint en cada habitatge era de 2,18 i el nombre mitjà de persones que vivien en cada família era de 2,81.
Per edats la població es repartia de la següent manera: un 21,2% tenia menys de 18 anys, un 8% entre 18 i 24, un 25,7% entre 25 i 44, un 23,2% de 45 a 60 i un 21,9% 65 anys o més.
L'edat mediana era de 41 anys. Per cada 100 dones de 18 o més anys hi havia 81,8 homes.
La renda mediana per habitatge era de 31.022 $ i la renda mediana per família de 39.462 $. Els homes tenien una renda mediana de 31.956 $ mentre que les dones 22.578 $. La renda per capita de la població era de 17.649 $. Entorn del 7,4% de les famílies i l'11,5% de la població estaven per davall del llindar de pobresa.

## Poblacions més properes
El següent diagrama mostra les poblacions més properes.